# Echeandia albiflora
Echeandia albiflora är en sparrisväxtart som först beskrevs av Adelbert von Chamisso och Diederich Franz Leonhard von Schlechtendal, och fick sitt nu gällande namn av Martin Martens och Henri Guillaume Galeotti. Echeandia albiflora ingår i släktet Echeandia och familjen sparrisväxter. Inga underarter finns listade i Catalogue of Life.